# بوشان كومار
بوشان كومار دوا (من مواليد 27 نوفمبر 1977) هو منتج أفلام ومنتج موسيقى هندي. وهو رئيس مجلس الإدارة والعضو المنتدب لشركة Super Cassettes Industries Limited ، والمعروفة أيضًا باسم تي سيريز. وهو معروف بأعماله في بوليوود.
ولد بوشان كومار في دلهي لمؤسس T-Series ، مالك Gulshan Kumar وزوجته Sudesh Kumari Dua. تزوج كومار من ديفيا خوسلا في 13 فبراير 2005 في ضريح Maa Vaishno Devi في كاترا. ولهما ولد في أكتوبر 2011.
تولى كومار السيطرة على شركة الموسيقى تي سيريز في عام 1997 عندما كان عمره 19 عامًا بعد مقتل والده جولشان. ثم أصبح رئيس مجلس الإدارة والعضو المنتدب لهذه الشركة الموسيقية الأولى في الهند.
كمدير عام ، قام كومار بتنويع أعمال الشركة في الإلكترونيات والأقراص المدمجة وأشرطة الصوت / الفيديو والأشرطة وإنتاج الأفلام. لهذا الغرض ولتعميم الموسيقى الهندية في الخارج ، تم تكريمه من قبل مجلس ترويج صادرات الإلكترونيات والبرمجيات التابع للحكومة الهندية.

## وصلات خارجية
- بوشان كومار على موقع IMDb (الإنجليزية)
- بوشان كومار على موقع روتن توميتوز (الإنجليزية)
- بوشان كومار على موقع ميوزك برينز (الإنجليزية)
- بوشان كومار على موقع قاعدة بيانات الفيلم (الإنجليزية)

لم يتم العثور على روابط لمواقع التواصل الاجتماعي.